# Комсомольский переулок (Таганрог)
Комсомо́льский переу́лок — переулок в центральной исторической части города Таганрога (Ростовская область).

## География
Проходит между Александровской улицей и улицей Ломакина. Протяжённость 2050 метров.

## История
Прежнее название — Большой Кампенгаузенский переулок.
В мае 2013 года сквер в центральной части Комсомольского переулка между Александровской улицей и Центральным рынком, напротив Мариинской гимназии, был обнесён забором. Для фундаментов будущих торговых ларьков, принадлежащих депутату городской думы Алексею Головину, были вырыты ямы. Ночью забор был разрушен местными жителями. 7 мая активисты местного отделения КПРФ высадили в сквере в ямы, предназначенные для фундаментов, саженцы деревьев: ивы, липы, туи. Как выяснилось, строительная инициатива Головина в сквере была незаконной, без оформления соответствующего разрешения.
В ноябре 2015 года стало известно, что власти города планируют присвоить этому скверу статус бульвара, что позволит вести там строительство торговых павильонов. Причём городских чиновников не смущало, что в Таганроге уже давно существует Комсомольский бульвар. Узаконить этот вопрос администрация намеревалась через процедуру публичных слушаний 12 ноября 2015 года. В новых городских Правилах землепользования и застройки обозначена «установка торговых павильонов в легкосъёмных конструкциях по оси бульвара (…) в районе школы № 15 (Мариинская гимназия)». Горожане во время этих публичных слушаний подвергли решение администрации жёсткой критике. Против выступили и представители Мариинской гимназии и ряд депутатов городской думы. Следующая встреча назначена на 14 декабря 2015 года.

## В Комсомольском переулке расположены
- Гимназия № 2 имени А. П. Чехова (снесена в 2013 году)[12]. Здание спортзала гимназии, выходящее на Александровскую улицу, располагалось в самом начале Комсомольского переулка.
- Мариинская гимназия — угол Комсомольского переулка и улицы Чехова (ул. Чехова, 104)[13].
- «Архиерейский дом» — угол Комсомольского переулка и улицы Чехова (ул. Чехова, 129)[14].
- Дом Ф. П. Покровского,
- Юношеская автошкола «Автоград» — Комсомольский переулок, 86-а.

## Детский кинотеатр «Антей»

Детский кинотеатр «Антей»

В 1976 году в сквере Комсомольского переулка, напротив средней школы № 15, был установлен списанный пассажирский самолёт Ан-10А (з/н 0402301), в котором был устроен детский кинотеатр «Антей».
Этот экземпляр самолёта был передан в Таганрог для проведения в рамках госпрограммы дополнительных статических испытаний после череды авиакатастроф, которые преследовали АН-10. Снятые с эксплуатации самолёты были подобным образом в это же время установлены во многих городах СССР. В Ростове-на-Дону было установлено два экземпляра, в парке им. Н. Островского вблизи Северо-Кавказской детской железной дороги и в парке «Солнечный город» на Коммунистическом проспекте (использовался как детский кинотеатр). В Новочеркасске самолёт был установлен в одном из детских парков на Московской улице и использовался как детский кинотеатр «Орлёнок».
Билетная касса кинотеатра, установленная в Комсомольском переулке рядом с хвостовой частью самолёта, была выполнена в форме спускаемого космического аппарата. Кинотеатр просуществовал несколько лет, до начала 1980-х годов.